# سعيد حزام (لاعب كرة قدم إماراتي)
سعيد حزام (مواليد 20 مارس 1998، لاعب كرة قدم إماراتي يجيد اللعب في الدفاع لعب سابقاً مع نادي الجزيرة في دوري الخليج العربي الإماراتي .

## روابط خارجية
- سعيد حزام على موقع قاعدة بيانات كرة القدم.إي يو (الإنجليزية)
- سعيد حزام على موقع Soccerway.com (الإنجليزية)